# Gary Trent junior
Gary Dajaun Trent Jr. (* 18. Januar 1999) ist ein US-amerikanischer Basketballspieler. Er steht bei den Milwaukee Bucks in der National Basketball Association (NBA) unter Vertrag. Trent ist 1,96 Meter groß und läuft meist als Shooting Guard auf. Er spielte in der NCAA für die Duke Blue Devils. Trent wurde im NBA-Draftverfahren 2018 von den Sacramento Kings an siebter Stelle der zweiten Runde ausgewählt, jedoch sofort an die Portland Trail Blazers weitergegeben.

## Persönliches
Trent Jr. ist der Sohn des ehemaligen Basketballprofis Gary Trent Sr. Trents Vater spielte neun Jahre in der NBA für die Portland Trail Blazers, Toronto Raptors, Dallas Mavericks und Minnesota Timberwolves, er stand außerdem bei Vereinen in Griechenland und Italien unter Vertrag.

## Schulzeit
Trent spielte drei Jahre für die Mannschaft der Apple Valley High School in Apple Valley (Bundesstaat Minnesota). Als Sophomore erzielte er im Durchschnitt 21,5 Punkte pro Spiel. Im Folgespieljahr steigerte er seine Mittelwerte auf 26,4 Punkte und 5,8 Rebounds je Begegnung und wurde nach dieser Saison zum Gatorade Minnesota Player of the Year ernannt sowie in das All-Minneapolis Metro First-Team berufen.
Vor Beginn seines Senior-Jahres wechselte Trent an die Prolific Prep Academy nach Napa in den Bundesstaat Kalifornien. Trent erzielte in seiner Abschlusssaison durchschnittlich 31,8 Punkte, 6,4 Rebounds und 3,8 Assists pro Spiel erzielt und führte seine Mannschaft zu 29 Siegen (bei drei Niederlagen).
Trent wurde in den Talentrangliste der Basketballdienste 247Sports, Rivals und ESPN in der höchsten Kategorie (fünf Sterne) geführt und als einer der besten Spieler der Abschlussklasse 2017 angesehen. Trent wurde als siebtbester Spieler und bester Shooting Guard geführt.

## Duke University
Am 10. November 2016 gab Trent seinen Wechsel Duke University bekannt.
Am 9. Dezember 2017 erzielte er in einer Niederlage gegen das Boston College 25 Punkte und traf sechs Dreipunktwürfe, damit stellte er die Bestmarke für die meisten Dreier eines Freshmans in der Geschichte der Duke Blue Devils ein. Am 15. Januar 2018 erzielte Trent mit 30 Punkten einen College-Karrierehöchstwert und verhalf damit den Blue Devils zu einem Sieg gegen Miami.
Nachdem Duke im NCAA-Meisterschaftsturnier 2019 ausgeschieden war, gab Trent bekannt, dass er die Absicht habe, sich für das NBA-Draftverfahren anzumelden. Fachleute sahen ihn für dieses als einen Anwärter auf einen der Plätze in der ersten Auswahlrunde.

## NBA

### Portland Trail Blazers (2018–2021)
Am 21. Juni 2018 wurde Trent im Draftverfahren von den Sacramento Kings an 37. Stelle ausgewählt, jedoch unmittelbar danach an die Portland Trail Blazers abgegeben. Am 6. Juli 2018 wurde bekanntgegeben, dass Trent einen Dreijahresvertrag bei den Trail Blazers unterschrieben hat.
Am 18. Januar 2020 erzielte Trent bei einer 106:119-Niederlage gegen die Oklahoma City Thunder mit 30 Punkten einen neuen persönlichen NBA-Höchstwert, er holte außerdem fünf Rebounds, drei Steals und einen Assist.

### Toronto Raptors (2021–2024)
Am 25. März 2021 wurde Trent nach knapp drei Jahren in Portland zusammen mit Rodney Hood in Austausch für Norman Powell an die kanadischen Toronto Raptors abgegeben.
Am 10. April 2021 erzielte er bei einem 135:115-Sieg gegen die Cleveland Cavaliers mit 44 Punkten und sieben Dreiern in beiden Statistiken neue persönliche NBA-Bestwerte, er holte außerdemsieben Rebounds, vier Assists, einen Steal und warf bei 19 Feldwürfen nur zweimal daneben. Seit 2010 hatten nur zwei andere Spieler (Giannis Antetokounmpo und Klay Thompson) in einer NBA-Partie 40 oder mehr Punkte bei einer Trefferquote von mindestens 85 Prozent erzielt.
Bis 2024 bestritt er 224 NBA-Hauptrundenspiele für Toronto, in denen er im Durchschnitt 14,3 Punkte erzielte.

### Milwaukee Bucks (seit 2024)
Im Juli 2024 unterschrieb Trent einen Vertrag bei den Milwaukee Bucks.

## Statistiken

### NBA

#### Hauptrunde
| Saison  | Team     | GP  | GS  | MPG  | FG % | 3P % | FT % | RPG | APG | SPG | BPG | PPG  |
| ------- | -------- | --- | --- | ---- | ---- | ---- | ---- | --- | --- | --- | --- | ---- |
| 2018–19 | Portland | 15  | 1   | 7.4  | .320 | .238 | .429 | 0.7 | 0.3 | 0.1 | 0.1 | 2.7  |
| 2019–20 | Portland | 61  | 8   | 21.8 | .444 | .418 | .822 | 1.6 | 1.0 | 0.8 | 0.3 | 8.9  |
| 2020–21 | Portland | 41  | 23  | 30.8 | .414 | .397 | .773 | 2.2 | 1.4 | 0.9 | 0.1 | 15.0 |
| 2020–21 | Toronto  | 17  | 15  | 31.8 | .395 | .355 | .806 | 3.6 | 1.3 | 1.1 | 0.2 | 16.2 |
| 2021–22 | Toronto  | 70  | 69  | 35.0 | .414 | .383 | .853 | 2.7 | 2.0 | 1.7 | 0.3 | 18.3 |
| 2022–23 | Toronto  | 66  | 44  | 32.1 | .433 | .369 | .839 | 2.6 | 1.6 | 1.6 | 0.2 | 17.4 |
| 2023–24 | Toronto  | 71  | 41  | 28.1 | .426 | .393 | .771 | 2.6 | 1.7 | 1.1 | 0.1 | 13.7 |
| Gesamt  | Gesamt   | 341 | 201 | 28.8 | .422 | .386 | .819 | 2.4 | 1.5 | 1.2 | 0.2 | 14.3 |

#### Play-offs
| Saison  | Team     | GP | GS | MPG  | FG % | 3P % | FT % | RPG | APG | SPG | BPG | PPG  |
| ------- | -------- | -- | -- | ---- | ---- | ---- | ---- | --- | --- | --- | --- | ---- |
| 2019–20 | Portland | 5  | 1  | 30.6 | .356 | .417 | .857 | 2.0 | 0.6 | 0.8 | 0.0 | 9.6  |
| 2021–22 | Toronto  | 6  | 6  | 33.2 | .378 | .333 | .895 | 1.7 | 1.3 | 1.0 | 0.5 | 15.3 |
| Gesamt  | Gesamt   | 11 | 7  | 32.0 | .370 | .365 | .885 | 1.8 | 1.0 | 0.9 | 0.3 | 12.7 |